# Nekrolog 4. Quartal 1988
Nekrolog
◄◄
| ◄
| 1984
| 1985
| 1986
| 1987
| 1988 | 1989 | 1990 | 1991 | 1992 | ► | ►►
1. Quartal |
2. Quartal |
3. Quartal |
4. Quartal 1988
Weitere Ereignisse | Allgemeiner Nekrolog 1988
Die Beschreibung der verstorbenen Person sollte so kurz wie möglich gehalten sein und nur deren signifikante Tätigkeit(en) enthalten.
Neue Namen ggf. auch unter dem Geburts- und Sterbedatum, also etwa unter 1. Januar und im Geburts- und Sterbejahr (2024) eintragen (nur bei entsprechender großer Wichtigkeit). Für Beispiele siehe die schon vorhandenen Artikel.
Außerdem über die fünf zuletzt Verstorbenen, zu denen es einen ausreichend guten Artikel für eine Präsentation auf der Hauptseite gibt, nach der todesbedingten Überarbeitung der Artikel ggf. auch unter Wikipedia Diskussion:Hauptseite informieren und sie am besten auch in den anderen Wikipedia-Sprachversionen eintragen. Tipp: Regelmäßig bei news.google.de nach „ist tot“, „gestorben“ oder „verstorben“ suchen.
Wenn eine Person gestorben ist, gibt es viele Seiten zu dieser Person in der Wikipedia, die davon auch betroffen sind und entsprechend aktualisiert werden müssen. Beispiele: Namenübersichtsseite, Geburtsjahr, Geburtsort-Seiten und viele mehr.
Wie finde ich die betroffenen Seiten?
Im Suchfeld auf der linken Seite gibt man den Suchbegriff so ein: „Vorname Nachname“. Dann klickt man auf Volltext und alle Seiten mit entsprechendem Suchtext werden aufgerufen. Hier sieht man dann schnell, wo auch das Todesjahr Sinn macht oder sogar ein Teil des Artikels angepasst werden muss. Auch hilft das „Werkzeug“ auf der linken Seite sehr gut, um solche Seiten aufzufinden: „Links auf diese Seite“. Somit ist die Wikipedia wieder aktuell in allen Bereichen! Hinweis: bei Eintragung der Kategorie „Gestorben JAHR“ wird der Missbrauchsfilter 49 ausgelöst, was jedoch nicht schlimm ist. Siehe: Spezial:Missbrauchsfilter/49
Dies ist eine Liste von im vierten Quartal 1988 verstorbenen bekannten Persönlichkeiten. Die Einträge erfolgen innerhalb der einzelnen Daten alphabetisch sortiert. Tiere sind im Nekrolog für Tiere zu finden.

## Oktober
| Tag         | Name                                    | Beruf, bekannt als                                                                                         | Alter | Beleg |
| ----------- | --------------------------------------- | --- | ----- | ----- |
| 1. Oktober  | Lucien Ballard                          | US-amerikanischer Kameramann                                                                               | 80    |       |
| 1. Oktober  | Herbert Salu                            | estnischer Schriftsteller und Literaturwissenschaftler                                                     | 76    |       |
| 1. Oktober  | Sacheverell Sitwell                     | britischer Schriftsteller                                                                                  | 90    |       |
| 1. Oktober  | Erich Uhlmann                           | deutscher Elektrotechniker                                                                                 | 84    |       |
| 1. Oktober  | Joseph Ziegler                          | deutscher katholischer Geistlicher, Alttestamentler und Universitätsrektor                                 | 86    |       |
| 2. Oktober  | Hamengkubuwono IX.                      | indonesischer Politiker, Sultan von Yogyakarta, indonesischer Vizepräsident                                | 76    |       |
| 2. Oktober  | Willi von Helden                        | deutscher Lehrer und Politiker                                                                             | 72    |       |
| 2. Oktober  | Peter Mervyn Hunt                       | britischer General                                                                                         | 72    |       |
| 2. Oktober  | Alec Issigonis                          | britischer Automobilkonstrukteur                                                                           | 81    |       |
| 2. Oktober  | Hedwig Katscher                         | österreichische Lyrikerin                                                                                  | 90    |       |
| 2. Oktober  | Peter Kilian                            | Schweizer Arbeiterschriftsteller und -dichter                                                              | 77    |       |
| 2. Oktober  | Stefan Kruckenhauser                    | österreichischer Skipionier und Fotograf                                                                   | 83    |       |
| 2. Oktober  | Jean Moulin                             | luxemburgischer Kurzstreckenläufer                                                                         | 83    |       |
| 2. Oktober  | Herbert Schauer                         | deutscher Schriftsteller und Fernsehautor                                                                  | 64    |       |
| 2. Oktober  | Emmerich Schrenk                        | österreichischer Schauspieler                                                                              | 72    |       |
| 2. Oktober  | Erich Sendel                            | deutscher Musiker, Organist, Pianist, Komponist und Arrangeur                                              | 71    |       |
| 2. Oktober  | Erich Strack                            | deutscher Mediziner und Chemiker                                                                           | 90    |       |
| 2. Oktober  | Lothar Wolff                            | deutsch-US-amerikanischer Filmeditor sowie überwiegend beim Dokumentarfilm tätiger Produzent und Regisseur | 79    |       |
| 3. Oktober  | Karl Bauerfeind                         | deutscher Politiker (KPTsch, SED)                                                                          | 85    |       |
| 3. Oktober  | Marco Galli                             | italienischer Wasserballspieler                                                                            | 31    |       |
| 3. Oktober  | Rudolf Gutsche                          | deutscher Oberstleutnant des Ministeriums für Staatssicherheit der DDR                                     | 68    |       |
| 3. Oktober  | Ma Haide                                | chinesischer Arzt libanesisch-US-amerikanischer Abstammung                                                 | 78    |       |
| 3. Oktober  | Margaret H. Mitchell                    | kanadische Ornithologin                                                                                    | 86    |       |
| 3. Oktober  | Franz Josef Strauß                      | deutscher Politiker (CSU), MdL, MdB, MdEP                                                                  | 73    |       |
| 3. Oktober  | Walther Völker                          | evangelischer Kirchenhistoriker                                                                            | 92    |       |
| 3. Oktober  | Hans H. Weber                           | deutscher Regionalhistoriker                                                                               | 77    |       |
| 3. Oktober  | Bruce Wrighton                          | US-amerikanischer Fotograf                                                                                 | 38    |       |
| 4. Oktober  | Carlo Carretto                          | italienisch katholischer Schriftsteller                                                                    | 78    |       |
| 4. Oktober  | Frederico Didonet                       | brasilianischer Geistlicher und römisch-katholischer Bischof von Rio Grande                                | 77    |       |
| 4. Oktober  | Zlatko Grgić                            | jugoslawischer Animator und Filmregisseur                                                                  | 57    |       |
| 4. Oktober  | Hans Höfner                             | österreichischer Radrennfahrer                                                                             | 75    |       |
| 4. Oktober  | Geoffrey Household                      | britischer Schriftsteller                                                                                  | 87    |       |
| 4. Oktober  | Abd al-Madschid Kubar                   | libyscher Politiker, Premierminister von Libyen (1957–1960)                                                | 79    |       |
| 4. Oktober  | Thérèse Leduc                           | französische Skirennläuferin                                                                               | 54    |       |
| 5. Oktober  | Herbert Berg                            | deutscher Chemiker                                                                                         | 82    |       |
| 5. Oktober  | Heinz Herre                             | deutscher Offizier                                                                                         | 79    |       |
| 5. Oktober  | Curt Hjelm                              | schwedischer Fußballspieler                                                                                | 74    |       |
| 5. Oktober  | Marie E. P. König                       | deutsche autodidaktische Prähistorikerin, Höhlenforscherin und Münzforscherin                              | 89    |       |
| 5. Oktober  | Rudolf Leiber                           | deutscher Polizeibeamter und Jurist                                                                        | 92    |       |
| 5. Oktober  | Alfred Mäde                             | deutscher Agrarmeteorologe                                                                                 | 78    |       |
| 5. Oktober  | Bastian Müller                          | deutscher Schriftsteller                                                                                   | 76    |       |
| 5. Oktober  | Edoardo Perna                           | italienischer kommunistischer Politiker, Senator                                                           | 69    |       |
| 5. Oktober  | Tressa Prisbrey                         | amerikanische Künstlerin                                                                                   | 92    |       |
| 5. Oktober  | Ron Staniforth                          | englischer Fußballspieler                                                                                  | 64    |       |
| 6. Oktober  | Dean Burk                               | US-amerikanischer Biochemiker                                                                              | 84    |       |
| 6. Oktober  | Friedrich Fricke                        | deutscher Landwirt und Politiker (FDP), MdL                                                                | 96    |       |
| 6. Oktober  | Paul Ledoux                             | belgischer Astronom und Astrophysiker                                                                      | 74    |       |
| 6. Oktober  | Erwin Rudnick                           | deutscher Polizist                                                                                         | 68    |       |
| 6. Oktober  | Alfred Schattanik                       | deutscher Gewerkschafter                                                                                   | 86    |       |
| 6. Oktober  | Maximilian Steiner                      | deutscher Biologe                                                                                          | 84    |       |
| 7. Oktober  | George Ansell                           | englischer Fußballspieler                                                                                  | 78    |       |
| 7. Oktober  | Otto Arnholz                            | deutscher Verwaltungsbeamter und Politiker, MdB                                                            | 94    |       |
| 7. Oktober  | Sándor Bíró                             | ungarischer Fußballspieler                                                                                 | 77    |       |
| 7. Oktober  | Nikolai Alexandrowitsch Bojarski        | sowjetischer Theater- und Film-Schauspieler                                                                | 65    |       |
| 7. Oktober  | Galina Trofimowna Ganeker               | sowjetische Hochspringerin                                                                                 | 71    |       |
| 7. Oktober  | Kurt Honolka                            | deutscher Musik- und Kulturkritiker, Schriftsteller, Autor                                                 | 75    |       |
| 7. Oktober  | Heinrich Maria Janssen                  | deutscher Bischof von Hildesheim                                                                           | 80    |       |
| 7. Oktober  | Ulysses Livingston                      | US-amerikanischer Jazz-Gitarrist und E-Bass-Spieler                                                        | 76    |       |
| 7. Oktober  | Charles Rathgeb                         | Oberstdivisionär der Schweizer Armee, Bibliophiler und Ehrenbürger von Wallisellen                         | 91    |       |
| 7. Oktober  | René Risacher                           | französischer Dokumentarfilmproduzent und -regisseur                                                       | 93    |       |
| 7. Oktober  | Balys Vitkus                            | litauischer Agronom, Rektor der Lietuvos žemės ūkio universitetas                                          | 90    |       |
| 8. Oktober  | Harold Dorman                           | US-amerikanischer Sänger                                                                                   | 61    |       |
| 8. Oktober  | Edward Inge                             | US-amerikanischer Jazzmusiker                                                                              | 82    |       |
| 8. Oktober  | Krista Keller                           | deutsche Schauspielerin                                                                                    | 57    |       |
| 8. Oktober  | Hans Kuhn                               | deutscher Philologe                                                                                        | 89    |       |
| 8. Oktober  | Ernst Hermann Meyer                     | deutscher Komponist, Musikwissenschaftler und Musiksoziologe                                               | 82    |       |
| 8. Oktober  | Franz Pohl                              | deutscher Botaniker und Hochschullehrer                                                                    | 92    |       |
| 8. Oktober  | Eli Sternberg                           | US-amerikanischer Ingenieur                                                                                | 70    |       |
| 8. Oktober  | Pál Titkos                              | ungarischer Fußballspieler und -trainer                                                                    | 80    |       |
| 9. Oktober  | Mousie Alexander                        | US-amerikanischer Jazzschlagzeuger                                                                         | 66    |       |
| 9. Oktober  | Gentil Diniz Barreto                    | brasilianischer Geistlicher, römisch-katholischer Bischof von Mossoró                                      | 77    |       |
| 9. Oktober  | Ernst Breidenbach                       | deutscher Politiker (CDU), Senator und MdHB                                                                | 76    |       |
| 9. Oktober  | Cliff Gallup                            | US-amerikanischer Gitarrist                                                                                | 58    |       |
| 9. Oktober  | Alex Gottlieb                           | US-amerikanischer Drehbuchautor und Filmproduzent                                                          | 81    |       |
| 9. Oktober  | Adolf Hauert                            | deutscher Schriftsteller und Pädagoge                                                                      | 92    |       |
| 9. Oktober  | Luigi Heilmann                          | italienischer Linguist, Indologe, Hellenist, Romanist, Italianist, Ladinist und Dialektologe               | 77    |       |
| 9. Oktober  | Anthony Manfreda                        | US-amerikanischer American-Football-Spieler                                                                | 84    |       |
| 9. Oktober  | Jackie Milburn                          | englischer Fußballspieler und -trainer                                                                     | 64    |       |
| 9. Oktober  | Michael Minsky                          | russischer Sänger und Chorleiter                                                                           | 70    |       |
| 9. Oktober  | Egerton Rudolph Richardson              | jamaikanischer Diplomat                                                                                    | 76    |       |
| 9. Oktober  | Robert Schinzinger                      | japan-deutscher Philosoph                                                                                  | 90    |       |
| 9. Oktober  | Jean Starcky                            | französischer katholischer Geistlicher, Bibelwissenschaftler und Epigraphiker                              | 79    |       |
| 9. Oktober  | Felix Wankel                            | deutscher Maschinenbauer und Erfinder des Wankelmotors                                                     | 86    |       |
| 10. Oktober | Samuel A. Adams                         | US-amerikanischer Nachrichtendienstler und Whistleblower                                                   | 54    |       |
| 10. Oktober | Joan Pujol García                       | spanischer Doppelagent im 2. Weltkrieg                                                                     | 76    |       |
| 10. Oktober | Horst Kraehe                            | deutscher Offizier                                                                                         | 86    |       |
| 10. Oktober | Wim Meuleman                            | niederländischer Fußballfunktionär                                                                         | 78    |       |
| 10. Oktober | Jacques Péron                           | französischer Automobilrennfahrer                                                                          | 76    |       |
| 10. Oktober | Johannes Renken                         | deutscher Politiker (ChrsV, CDU), MdR, MdL                                                                 | 94    |       |
| 10. Oktober | Kurt Rossacher                          | österreichischer Kunsthistoriker und Kunstsammler                                                          | 70    |       |
| 10. Oktober | Franz Rudolf                            | deutscher Jurist und Politiker (Zentrum)                                                                   | 92    |       |
| 10. Oktober | Montgomery Tully                        | irischer Filmregisseur und Drehbuchautor                                                                   | 84    |       |
| 11. Oktober | Buck Clarke                             | amerikanischer Jazzperkussionist                                                                           | 55    |       |
| 11. Oktober | Thaddeus J. Dulski                      | US-amerikanischer Politiker                                                                                | 73    |       |
| 11. Oktober | Morgan Farley                           | US-amerikanischer Schauspieler                                                                             | 90    |       |
| 11. Oktober | Bonita Granville                        | US-amerikanische Schauspielerin, Filmproduzentin                                                           | 65    |       |
| 11. Oktober | Robert Edward Gross                     | US-amerikanischer Mediziner und Chirurg                                                                    | 83    |       |
| 11. Oktober | Max Imdahl                              | deutscher Kunsthistoriker                                                                                  | 63    |       |
| 11. Oktober | Guido Monzino                           | italienischer Bergsteiger und Forscher                                                                     | 60    |       |
| 11. Oktober | Ursula Nordstrom                        | US-amerikanische Kinderbuchverlegerin                                                                      | 78    |       |
| 11. Oktober | Hugh Percy, 10. Duke of Northumberland  | britischer Peer und Hofbeamter                                                                             | 74    |       |
| 11. Oktober | Luise Seitz-Zauleck                     | deutsche Architektin                                                                                       | 78    |       |
| 11. Oktober | Anant Prasad Sharma                     | indischer Politiker, Lok-Sabha- und Rajya Sabha-Mitglied, Unionsminister, Gouverneur                       | 68    |       |
| 11. Oktober | Giuseppe Tonucci                        | italienischer Radrennfahrer                                                                                | 50    |       |
| 12. Oktober | Cesare Asili                            | ugandischer Bischof                                                                                        | 64    |       |
| 12. Oktober | Adalbert Peter Blasy                    | deutscher Jurist und Politiker                                                                             | 76    |       |
| 12. Oktober | Hans Broich                             | deutscher Fußballspieler                                                                                   | 60    |       |
| 12. Oktober | Kurt Fiebig                             | deutscher Kirchenmusiker                                                                                   | 80    |       |
| 12. Oktober | Rifat Orhan Göksu                       | türkischer Jurist, Vizepräsident des Verfassungsgerichts (1965–1966)                                       | 87    |       |
| 12. Oktober | Adélaïde Hautval                        | französische Häftlingsärztin im KZ Auschwitz                                                               | 82    |       |
| 12. Oktober | Kimura Kenjirō                          | japanischer analytischer Chemiker                                                                          | 92    |       |
| 12. Oktober | Ken Murray                              | US-amerikanischer Entertainer                                                                              | 85    |       |
| 12. Oktober | Wolfgang von der Nahmer                 | deutscher Dirigent und Hochschullehrer                                                                     | 82    |       |
| 12. Oktober | Philippe Robba                          | französischer Mathematiker                                                                                 | 47    |       |
| 12. Oktober | Julius Schneider                        | deutscher Widerstandskämpfer gegen den Nationalsozialismus                                                 | 80    |       |
| 12. Oktober | Adolf Schreitmüller                     | deutscher Jurist und Richter am Volksgerichtshof                                                           | 85    |       |
| 12. Oktober | Walter Stuhlmann                        | deutscher Ingenieur und Manager                                                                            | 73    |       |
| 13. Oktober | Alice Brügger                           | Schweizer Lehrerin und Übersetzerin                                                                        | 91    |       |
| 13. Oktober | Tomás Alberto Clavel Méndez             | panamaischer Geistlicher, römisch-katholischer Erzbischof von Panama                                       | 66    |       |
| 13. Oktober | Melvin Frank                            | US-amerikanischer Drehbuchautor und Filmregisseur                                                          | 75    |       |
| 13. Oktober | Hanna Grisebach                         | deutsche Kunsthistorikerin, Galeristin und Schriftstellerin                                                | 89    |       |
| 13. Oktober | Karl Knechtelsdorfer                    | österreichischer Politiker (SPÖ), Abgeordneter zum Nationalrat, Mitglied des Bundesrates                   | 80    |       |
| 13. Oktober | Francisco Medina Ramírez                | mexikanischer Ordensgeistlicher, Prälat von El Salto                                                       | 66    |       |
| 13. Oktober | Otto Pünter                             | Schweizer Agent und Journalist                                                                             | 88    |       |
| 13. Oktober | Hyatt H. Waggoner                       | US-amerikanischer Literaturwissenschaftler                                                                 | 74    |       |
| 14. Oktober | Ricardo Alarcón                         | argentinischer Fußballspieler                                                                              | 74    |       |
| 14. Oktober | Paul Huml                               | deutscher Schriften- und Kunstmaler                                                                        | 73    |       |
| 14. Oktober | Gustav Kipsch                           | deutscher Politiker (KPD, SED), Vorsitzender der BPKK Frankfurt (Oder)                                     | 88    |       |
| 14. Oktober | Erich Klausener jun.                    | deutscher Priester                                                                                         | 71    |       |
| 14. Oktober | Isabelle Raubitschek                    | US-amerikanische Klassische Archäologin                                                                    | 74    |       |
| 14. Oktober | Karl-August von Sachsen-Weimar-Eisenach | deutscher Adliger, Erbgroßherzog von Sachsen-Weimar-Eisenach                                               | 76    |       |
| 14. Oktober | René Vietto                             | französischer Radrennfahrer                                                                                | 74    |       |
| 14. Oktober | Bruno Voigt                             | deutscher Maler, Grafiker und Museumsdirektor                                                              | 76    |       |
| 14. Oktober | Herbert Zeitner                         | deutscher Gold- und Silberschmied                                                                          | 88    |       |
| 15. Oktober | Serafín Aedo                            | spanischer Fußballspieler                                                                                  | 79    |       |
| 15. Oktober | John Ball                               | US-amerikanischer Schriftsteller                                                                           | 77    |       |
| 15. Oktober | Piero Fornasetti                        | italienischer Maler und Bildhauer                                                                          | 74    |       |
| 15. Oktober | Xudu Məmmədov                           | aserbaidschanischer Geologe und Mineraloge                                                                 | 60    |       |
| 15. Oktober | Erhard Schröter                         | deutscher Prähistoriker                                                                                    | 53    |       |
| 15. Oktober | Kaikhosru Shapurji Sorabji              | britischer Komponist, Pianist und Musikkritiker parsischer Herkunft                                        | 96    |       |
| 15. Oktober | Julian Alfred Steyermark                | US-amerikanischer Botaniker                                                                                | 79    |       |
| 16. Oktober | Rudolf Beck                             | tschechischer Überlebender des Holocaust und Gemeindevorstand der Jüdischen Gemeinde Nachod                | 87    |       |
| 16. Oktober | Wilhelm Eildermann                      | deutscher kommunistischer Politiker (SPD/KPD/SED) und Journalist                                           | 91    |       |
| 16. Oktober | Fritz Fanta                             | österreichischer Architekt                                                                                 | 82    |       |
| 16. Oktober | Werner Flechsig                         | deutscher Sprach-, Mundart- und Namenforscher                                                              | 80    |       |
| 16. Oktober | Anna Halcewicz                          | polnische Schauspielerin                                                                                   | 41    |       |
| 16. Oktober | Christian Matras                        | färöischer Linguist und Dichter                                                                            | 87    |       |
| 16. Oktober | Niko Matul                              | jugoslawischer Filmarchitekt                                                                               | 60    |       |
| 16. Oktober | Helmut Merke                            | deutscher Politiker (DBD), LPG-Vorsitzender in der DDR                                                     | 69    |       |
| 16. Oktober | Muzaffer Şerif                          | türkischer Sozialpsychologe                                                                                | 82    |       |
| 17. Oktober | John Dillon                             | britischer Segler                                                                                          | 67    |       |
| 17. Oktober | Georg Nettelmann                        | deutscher Jazzmusiker und Unterhaltungsmusiker                                                             | 86    |       |
| 17. Oktober | Irene Seligo                            | deutsche Journalistin und Autorin                                                                          | 84    |       |
| 17. Oktober | Josef Vlach                             | tschechischer Geiger und Dirigent                                                                          | 65    |       |
| 18. Oktober | Heinz Adler                             | deutscher Ingenieur und Hochschullehrer                                                                    | 79    |       |
| 18. Oktober | Paul van Elsen                          | deutscher Unternehmer                                                                                      | 86    |       |
| 18. Oktober | Čestmír Kalina                          | tschechoslowakischer Kugelstoßer                                                                           | 66    |       |
| 18. Oktober | Franz Josef Kurmann                     | Schweizer Politiker                                                                                        | 71    |       |
| 19. Oktober | Lawrence W. Butler                      | US-amerikanischer Filmtechniker und Spezialeffektkünstler                                                  | 80    |       |
| 19. Oktober | Son House                               | US-amerikanischer Blues-Musiker                                                                            | 86    |       |
| 19. Oktober | Wolfgang Kummer                         | deutscher Bobfahrer                                                                                        | 74    |       |
| 19. Oktober | Edgar Lederer                           | französischer Biochemiker und Hochschullehrer                                                              | 80    |       |
| 19. Oktober | Þórður Guðmundsson                      | isländischer Wasserballspieler                                                                             | 80    |       |
| 19. Oktober | Marcos Carneiro de Mendonça             | brasilianischer Historiker und Fußballspieler                                                              | 93    |       |
| 19. Oktober | Lindsay Shepherd Olive                  | US-amerikanischer Mykologe                                                                                 | 71    |       |
| 19. Oktober | Sten Suvio                              | finnischer Boxer                                                                                           | 76    |       |
| 19. Oktober | Friedrich Weinreb                       | jüdisch-chassidischer Weiser, Erzähler und Schriftsteller                                                  | 77    |       |
| 20. Oktober | Peter Barrois                           | deutscher Maler und Grafiker                                                                               | 69    |       |
| 20. Oktober | Ulrich Beyer                            | deutscher Boxer                                                                                            | 41    |       |
| 20. Oktober | Ilse Fuglsang-Visconti                  | dänische Komponistin                                                                                       | 93    |       |
| 20. Oktober | Sheila Scott                            | britische Pilotin                                                                                          | 66    |       |
| 20. Oktober | Georg Völkl                             | deutscher Lehrer, Heimatforscher und Historiker                                                            | 81    |       |
| 20. Oktober | Mogens Wöldike                          | dänischer Dirigent, Chorleiter und Organist                                                                | 91    |       |
| 21. Oktober | Guido Beck                              | argentinischer Physiker                                                                                    | 85    |       |
| 21. Oktober | Robert Boinay                           | Schweizer Maler, Zeichner und Holzschneider                                                                | 70    |       |
| 21. Oktober | Arthur Mämpel                           | deutscher Historiker und Dramaturg                                                                         | 82    |       |
| 21. Oktober | Miyaji Denzaburō                        | japanischer Tier-Ökologe                                                                                   | 87    |       |
| 21. Oktober | Walter Posth                            | deutscher Pfarrer und Autor                                                                                | 73    |       |
| 21. Oktober | Gerda Uhthoff                           | deutsche Schriftstellerin                                                                                  | 92    |       |
| 22. Oktober | Henry Armstrong                         | US-amerikanischer Boxer                                                                                    | 75    |       |
| 22. Oktober | Plácido Galindo                         | peruanischer Fußballspieler                                                                                | 82    |       |
| 22. Oktober | Johann Heimbach                         | deutscher Politiker, MdL                                                                                   | 75    |       |
| 22. Oktober | John Jack                               | schottischer Fußballspieler                                                                                | 56    |       |
| 22. Oktober | Esat Oktay Yıldıran                     | türkischer Gefängnisaufseher                                                                               | 39    |       |
| 23. Oktober | Valter Åhlén                            | schwedischer Eishockeyspieler                                                                              | 59    |       |
| 23. Oktober | Asashio Tarō III.                       | japanischer Sumōringer und 46. Yokozuna                                                                    | 58    |       |
| 23. Oktober | Karl Augustin                           | österreichisch-schweizerischer Druckereiunternehmer und Verleger                                           | 104   |       |
| 23. Oktober | James Stuart Beddie                     | US-amerikanischer Historiker                                                                               | 86    |       |
| 23. Oktober | André Neher                             | französischer Philosoph                                                                                    | 74    |       |
| 23. Oktober | Zdeněk Novák                            | tschechoslowakischer General und Widerstandskämpfer                                                        | 97    |       |
| 24. Oktober | Theodor Christensen                     | deutscher SS-Sturmbannführer                                                                               | 83    |       |
| 24. Oktober | William T. R. Fox                       | US-amerikanischer Politikwissenschaftler und Hochschullehrer                                               | 76    |       |
| 24. Oktober | Günther Grosser                         | deutscher Politiker (FDP), MdL                                                                             | 71    |       |
| 24. Oktober | Rudolf Kolb                             | österreichischer Politiker (SPÖ), Landtagsabgeordneter                                                     | 88    |       |
| 24. Oktober | Franz Mader                             | deutscher Offizier und Politiker (FDP, CDU), MdL                                                           | 76    |       |
| 24. Oktober | Richard Seider                          | deutscher Papyrologe und Paläograph                                                                        | 75    |       |
| 24. Oktober | Karl Steinhart                          | deutscher Politiker, MdL                                                                                   | 62    |       |
| 24. Oktober | Pieter Van Mol                          | belgischer Maler                                                                                           | 82    |       |
| 24. Oktober | Ian Watt                                | britischer Diplomat                                                                                        | 72    |       |
| 24. Oktober | Sumner White                            | US-amerikanischer Segler                                                                                   | 58    |       |
| 25. Oktober | Nikolaus von Bodman                     | deutscher Naturschützer                                                                                    | 85    |       |
| 25. Oktober | Hanni Hölzner                           | deutsche Schwimmerin                                                                                       | 75    |       |
| 25. Oktober | Eric Larson                             | US-amerikanischer Animator                                                                                 | 83    |       |
| 25. Oktober | Milton Rokeach                          | US-amerikanischer Sozialpsychologe                                                                         | 69    |       |
| 25. Oktober | Hans Rosenwald                          | deutsch-US-amerikanischer Musikwissenschaftler                                                             | 81    |       |
| 26. Oktober | Walter Gerstenberg                      | deutscher Musikwissenschaftler                                                                             | 83    |       |
| 26. Oktober | Otto Kloppmann                          | deutscher Leiter der Politischen Abteilung im KZ Dachau und KZ Majdanek                                    | 86    |       |
| 26. Oktober | Ragnar Kjartansson                      | isländischer Bildhauer und Keramiker                                                                       | 65    |       |
| 26. Oktober | Sergei Juljewitsch Konjus               | russischer Pianist und Komponist                                                                           | 86    |       |
| 27. Oktober | Frank Devlin                            | irischer Badmintonspieler                                                                                  | 88    |       |
| 27. Oktober | Charles Hawtrey                         | britischer Schauspieler                                                                                    | 73    |       |
| 27. Oktober | Curt Herzstark                          | österreichischer Erfinder und Büromaschinenmechaniker                                                      | 86    |       |
| 27. Oktober | Rudolf Jordan                           | deutscher Politiker (NSDAP), MdR, Gauleiter                                                                | 86    |       |
| 27. Oktober | Rose Rauch                              | deutsche Schauspielerin und Sängerin                                                                       | 76    |       |
| 27. Oktober | Erika von Thellmann                     | deutsch-österreichische Schauspielerin                                                                     | 86    |       |
| 27. Oktober | Hannah Tillich                          | deutsche Zeichenlehrerin, Modell, Malerin und Schriftstellerin                                             | 92    |       |
| 28. Oktober | Pietro Annigoni                         | italienischer Maler, später Vertreter der Renaissance und des Realismus                                    | 78    |       |
| 28. Oktober | Werner Brandeis                         | deutscher Pädiater, Onkologe und Hochschullehrer                                                           |       |       |
| 28. Oktober | James Brough                            | britischer Paläontologe                                                                                    |       |       |
| 28. Oktober | Erwin Dürkop                            | deutscher Architekt                                                                                        | 80    |       |
| 28. Oktober | Ehrenfried von Holleben                 | deutscher Adeliger, Präsident des Deutschen Adelsrechtsausschusses                                         | 79    |       |
| 28. Oktober | Josef Kohns                             | deutscher Jurist und Politiker (CDU), MdL                                                                  | 87    |       |
| 28. Oktober | Peter Laube                             | deutscher Maler und Grafiker                                                                               | 46    |       |
| 28. Oktober | Heinrich Schmidt                        | deutscher Politiker, MdL                                                                                   | 78    |       |
| 29. Oktober | Franz Büchner                           | deutscher Jurist und Versicherungshistoriker                                                               | 86    |       |
| 29. Oktober | Thomas Cooray                           | sri-lankischer Geistlicher, Erzbischof von Colombo und Kardinal                                            | 86    |       |
| 29. Oktober | Nataša Gollová                          | tschechische Schauspielerin                                                                                | 76    |       |
| 29. Oktober | Peter Hirschfeld                        | deutscher Kunsthistoriker und Denkmalpfleger                                                               | 88    |       |
| 29. Oktober | Anitra Karsten                          | finnische Psychologin und Mitarbeiterin von Kurt Lewin an der Universität Berlin                           | 85    |       |
| 29. Oktober | Theodor Keidel                          | deutscher Jurist und Fachautor                                                                             | 86    |       |
| 29. Oktober | Bill Mason                              | kanadischer Naturforscher und -schützer, Schriftsteller und Filmemacher                                    |       |       |
| 29. Oktober | Ross Rocklynne                          | amerikanischer Science-Fiction-Autor                                                                       | 75    |       |
| 30. Oktober | Emil Brüllmann                          | deutscher Bildhauer und Grafiker                                                                           | 86    |       |
| 30. Oktober | Ernst Fritz Fürbringer                  | deutscher Schauspieler, Filmschauspieler und Synchronsprecher                                              | 88    |       |
| 30. Oktober | Leopold Gressenbauer                    | österreichischer Politiker (SPÖ)                                                                           | 57    |       |
| 30. Oktober | Heinz Heckhausen                        | deutscher Psychologe und Hochschullehrer                                                                   | 62    |       |
| 30. Oktober | Hans Klering                            | deutscher Schauspieler, Regisseur, Sprecher, Grafiker, Autor, Gründungsmitglied der DEFA                   | 81    |       |
| 30. Oktober | Tasos Livaditis                         | griechischer Lyriker                                                                                       | 66    |       |
| 30. Oktober | John Myers Myers                        | US-amerikanischer Autor                                                                                    | 82    |       |
| 30. Oktober | Stefan Remenkow                         | bulgarischer Komponist                                                                                     | 65    |       |
| 30. Oktober | Heinrich Roos                           | deutscher Politiker (CDU und DDP) und Widerstandskämpfer gegen den Nationalsozialismus                     | 81    |       |
| 30. Oktober | Léo Sauvage                             | französischer Journalist und Autor                                                                         |       |       |
| 31. Oktober | Horst Hacker                            | deutscher Jurist und Landrat                                                                               | 83    |       |
| 31. Oktober | John Houseman                           | US-amerikanisch-britischer Film- und Theaterschauspieler, Filmproduzent, Drehbuchautor und Filmregisseur   | 86    |       |
| 31. Oktober | Heinz Matthes                           | deutscher Wirtschaftsfunktionär und Minister der DDR                                                       | 61    |       |
| 31. Oktober | Warwara Alexandrowna Popowa             | sowjetische Schauspielerin Biografie Warwara Popowas                                                       | 88    |       |
| 31. Oktober | Theodor Schneider                       | deutscher Mathematiker                                                                                     | 77    |       |
| 31. Oktober | George Eugene Uhlenbeck                 | US-amerikanischer Physiker                                                                                 | 87    |       |
| Oktober     | Mavis Freeman                           | US-amerikanische Schwimmerin                                                                               | 69    |       |
| Oktober     | Richard Heuser                          | deutscher Offizier und Pilot                                                                               | 83    |       |

## November
| Tag          | Name                                | Beruf, bekannt als                                                                                              | Alter | Beleg |
| ------------ | ----------------------------------- | --- | ----- | ----- |
| 1. November  | Pierre Danzelle                     | französischer Fußballspieler und -trainer                                                                       | 70    |       |
| 1. November  | George J. Folsey                    | US-amerikanischer Kameramann                                                                                    | 90    |       |
| 1. November  | Hans Peter Kraus                    | austro-amerikanischer Buchhändler, Antiquar und Sammler                                                         | 81    |       |
| 1. November  | Edith Krüger                        | deutsche Politikerin (SPD), MdBB                                                                                | 75    |       |
| 1. November  | La Torcacita                        | mexikanische Sängerin und Schauspielerin                                                                        | 64    |       |
| 1. November  | Harris B. McDowell                  | US-amerikanischer Politiker                                                                                     | 82    |       |
| 2. November  | Ken Booth                           | australischer Politiker, Mitglied der Legislativversammlung und Minister von New South Wales                    | 62    |       |
| 2. November  | Lukas Heller                        | deutsch-britischer Drehbuchautor                                                                                | 58    |       |
| 2. November  | Otto Lackenmacher                   | deutscher Maler                                                                                                 | 61    |       |
| 2. November  | Robert Laforgue                     | französischer Radrennfahrer                                                                                     | 80    |       |
| 2. November  | Stewart Parker                      | nordirischer Dichter und Schriftsteller                                                                         | 47    |       |
| 2. November  | Menachem Savidor                    | israelischer Politiker                                                                                          | 71    |       |
| 2. November  | Friedrich Konrad Stork              | deutscher Weinbauer und Politiker (FDP), MdL Baden-Württemberg                                                  | 73    |       |
| 2. November  | Hökumə Qurbanova                    | aserbaidschanisch-sowjetische Film- und Theaterschauspielerin                                                   | 75    |       |
| 2. November  | Peter Zirbes                        | deutscher Maler                                                                                                 | 90    |       |
| 3. November  | Felipe Arriaga                      | mexikanischer Sänger und Schauspieler                                                                           | 51    |       |
| 3. November  | Sidney Carroll                      | US-amerikanischer Drehbuchautor                                                                                 | 75    |       |
| 3. November  | Krume Kepeski                       | jugoslawischer Linguist                                                                                         | 79    |       |
| 3. November  | Harold Brownlow Martin              | britischer Offizier der Luftstreitkräfte des Vereinigten Königreichs                                            | 70    |       |
| 3. November  | Lionel C. McGarr                    | US-amerikanischer Offizier, Generalleutnant der US-Army                                                         | 84    |       |
| 03. November | George Mitchell                     | US-amerikanischer Wasserballspieler                                                                             | 87    |       |
| 3. November  | Flora Rheta Schreiber               | US-amerikanische Journalistin                                                                                   | 70    |       |
| 3. November  | Waldemar Wittmann                   | deutscher Wirtschaftswissenschaftler                                                                            | 63    |       |
| 4. November  | Walter Blaser                       | Schweizer Boxsportler                                                                                           | 41    |       |
| 4. November  | Kläre Bloch                         | deutsche Taxifahrerin                                                                                           | 80    |       |
| 4. November  | Hermann Graf                        | deutscher Jagdflieger                                                                                           | 76    |       |
| 4. November  | Ilse Hecht                          | deutsche Anglistin und Übersetzerin                                                                             | 81    |       |
| 4. November  | Alfred Jäger                        | tschechisch-deutscher Mediziner                                                                                 | 84    |       |
| 4. November  | Grigor Jeghiasarjan                 | sowjetischer Komponist und Musikpädagoge armenischer Herkunft                                                   | 79    |       |
| 4. November  | Jakoba Mulder                       | niederländische Architektin, Hochschullehrerin und Stadtplanerin                                                | 88    |       |
| 4. November  | Reinhard Schiemann                  | deutscher Chemiker und Tierernährungswissenschaftler                                                            | 62    |       |
| 4. November  | Clamor von Trotha                   | deutscher Konteradmiral der Kriegsmarine                                                                        | 94    |       |
| 4. November  | Kleanthis Vikelidis                 | griechischer Fußballspieler und -trainer                                                                        | 72    |       |
| 4. November  | Hans-Werner Wanzlick                | deutscher Chemiker                                                                                              | 71    |       |
| 5. November  | Mosher Joseph Blumenfeld            | US-amerikanischer Jurist                                                                                        | 84    |       |
| 5. November  | Heinz Klemmer                       | deutscher Politiker (SPD), MdBB                                                                                 | 67    |       |
| 5. November  | C. F. Møller                        | dänischer Architekt                                                                                             | 90    |       |
| 5. November  | Rudolf Wirz                         | Schweizer Feldhandballspieler                                                                                   | 70    |       |
| 5. November  | Yamamoto Tarō                       | japanischer Dichter                                                                                             | 62    |       |
| 6. November  | Johan Christian Castberg            | norwegischer Zeichner und Maler                                                                                 | 77    |       |
| 6. November  | Cor de Feijter                      | niederländischer Schachkomponist                                                                                | 81    |       |
| 6. November  | Johan Hellström                     | finnischer Boxer                                                                                                | 81    |       |
| 6. November  | Elar Kuus                           | estnischer Autor von Kinder- und Jugendbüchern                                                                  | 88    |       |
| 6. November  | Donald Marcus Kelway Marendaz       | britischer Ingenieur, Automobil- und Flugzeugbauer                                                              | 91    |       |
| 6. November  | Donald Wade, Baron Wade             | britischer Politiker (Liberal Party), Mitglied des House of Commons                                             | 84    |       |
| 6. November  | Józef Zubek                         | polnischer Soldat und Skisportler                                                                               | 74    |       |
| 7. November  | Hans Baumann                        | deutscher Lyriker, Liedschreiber, Kinder- und Jugendbuchautor                                                   | 74    |       |
| 7. November  | Aubrey Begg                         | neuseeländischer Politiker                                                                                      | 59    |       |
| 7. November  | Douglas Carter                      | neuseeländischer Politiker und Diplomat                                                                         | 80    |       |
| 7. November  | Eduard H. Dörrenberg                | deutscher Sportfunktionär und Präsident des Deutschen Tennis Bunds                                              | 86    |       |
| 7. November  | Morris Janowitz                     | US-amerikanischer Soziologe und Politikwissenschaftler                                                          | 69    |       |
| 7. November  | Walter Sölter                       | deutscher Kunst- und Bauhistoriker, Archäologe, Luftbildarchäologe und Direktor des Ruhrlandmuseums in Essen    | 58    |       |
| 8. November  | Kingman Brewster                    | US-amerikanischer Jurist, Hochschullehrer und Diplomat                                                          | 69    |       |
| 8. November  | Warren Casey                        | US-amerikanischer Autor, Mitautor des Musicals Grease                                                           |       |       |
| 8. November  | Charlotte Germann-Jahn              | Schweizer Bildhauerin                                                                                           | 67    |       |
| 8. November  | Ján Pásztor                         | tschechoslowakischer Geistlicher                                                                                | 76    |       |
| 8. November  | Oskar Rohr                          | deutscher Fußballspieler                                                                                        | 76    |       |
| 9. November  | Anatolij Baranowskyj                | ukrainisch-sowjetischer Diplomat und Politiker                                                                  | 82    |       |
| 9. November  | Yves Baudrier                       | französischer Komponist                                                                                         | 82    |       |
| 9. November  | Billy Curtis                        | US-amerikanischer Zwergschauspieler und Stuntman                                                                | 79    |       |
| 9. November  | Clarke Hinkle                       | US-amerikanischer American-Football-Spieler                                                                     | 79    |       |
| 9. November  | Kaya Seiji                          | japanischer Physiker und Wissenschaftsorganisator                                                               | 89    |       |
| 9. November  | John N. Mitchell                    | US-amerikanischer Justizminister im Kabinett Nixon                                                              | 75    |       |
| 9. November  | Nikolai Mossolow                    | russisch-namibischer Historiker und Archivar                                                                    | 78    |       |
| 9. November  | Mario Nasalli Rocca di Corneliano   | italienischer Geistlicher, Kardinal der römisch-katholischen Kirche                                             | 85    |       |
| 9. November  | Friedrich Maria Rintelen            | deutscher Geistlicher, Weihbischof im Erzbistum Paderborn in Magdeburg                                          | 88    |       |
| 9. November  | Max-Eckart Wolff                    | deutscher Marineoffizier, zuletzt Flottillenadmiral der Bundesmarine                                            | 86    |       |
| 10. November | Ildefonso Aroztegui                 | uruguayischer Architekt                                                                                         | 72    |       |
| 10. November | Otto Haupt                          | deutscher Mathematiker                                                                                          | 101   |       |
| 10. November | Reinhart Wolf                       | deutscher Fotograf                                                                                              | 58    |       |
| 11. November | Jan Himilsbach                      | polnischer Schauspieler                                                                                         | 56    |       |
| 11. November | Walter Kornfeld                     | österreichischer Geistlicher und Theologe                                                                       | 71    |       |
| 11. November | Jean Mistler                        | französischer Politiker, Diplomat, Autor, Mitglied der Académie française                                       | 91    |       |
| 11. November | Émile Muller                        | französischer Politiker                                                                                         | 73    |       |
| 11. November | Wolfgang Roth                       | deutschamerikanischer Bühnenbildner                                                                             | 78    |       |
| 11. November | Heinrich Theissing                  | deutscher Bischof                                                                                               | 70    |       |
| 11. November | Max Tosi                            | ladinischer Dichter                                                                                             | 75    |       |
| 11. November | Johannes Wotschke                   | deutscher Ingenieur                                                                                             | 89    |       |
| 12. November | Lev Aronson                         | US-amerikanischer Cellist und Komponist                                                                         | 76    |       |
| 12. November | Ursula Graham Bower                 | britische Anthropologin                                                                                         | 74    |       |
| 12. November | Adolphus Fürstenberg                | deutscher Geistlicher, römisch-katholischer Bischof                                                             | 79    |       |
| 12. November | Nikolaus Halsdorfer                 | rumänisch-deutscher Maler, Grafiker und Pädagoge                                                                | 77    |       |
| 12. November | István Klimek                       | rumänischer Fußballspieler                                                                                      | 75    |       |
| 12. November | Leonard von Matt                    | Schweizer Fotograf                                                                                              | 79    |       |
| 12. November | Kusano Shinpei                      | japanischer Lyriker                                                                                             | 85    |       |
| 12. November | Lyman L. Lemnitzer                  | US-amerikanischer General, 21. Chief of Staff of the Army                                                       | 89    |       |
| 12. November | Tomasz Sikorski                     | polnischer Komponist und Pianist                                                                                | 49    |       |
| 12. November | Franz-Heinrich Sobotka              | deutscher Architekt                                                                                             | 80    |       |
| 13. November | Georg Brenninger                    | deutscher Bildhauer, Architekt und Hochschullehrer                                                              | 78    |       |
| 13. November | Umberto Primo Conti                 | italienischer Maler und Schriftsteller                                                                          | 88    |       |
| 13. November | Roland Boscary-Monsservin           | französischer Politiker (RI, CNIP)                                                                              | 84    |       |
| 13. November | Antal Doráti                        | US-amerikanischer Dirigent ungarischer Herkunft                                                                 | 82    |       |
| 13. November | István Kende                        | ungarischer Friedensforscher                                                                                    | 71    |       |
| 13. November | Jaromír Vejvoda                     | tschechischer Komponist                                                                                         | 86    |       |
| 14. November | Giacomo Gaioni                      | italienischer Radrennfahrer                                                                                     | 83    |       |
| 14. November | Åke Gustafsson                      | schwedischer Botaniker und Genetiker                                                                            | 80    |       |
| 14. November | Haywood S. Hansell                  | US-amerikanischer Luftwaffengeneral                                                                             | 85    |       |
| 14. November | Josef von Matt                      | Schweizer Schriftsteller in Nidwaldner Mundart, Buchhändler, Verleger und Antiquar                              | 87    |       |
| 14. November | Malte Neidhardt                     | deutscher Pädiater und Onkologe                                                                                 | 56    |       |
| 14. November | Warner Seelig Bass                  | deutsch-US-amerikanischer Musiker                                                                               | 80    |       |
| 14. November | Miki Takeo                          | 41. Premierminister von Japan                                                                                   | 81    |       |
| 14. November | Thomas Neuwirth                     | österreichischer Politiker (VdU), Abgeordneter zum Nationalrat                                                  | 83    |       |
| 15. November | Giovanni Vittorio Amoretti          | italienischer Literaturwissenschaftler und Germanist                                                            | 96    |       |
| 15. November | Johann Kastenberger                 | österreichischer Serienbankräuber und Mörder                                                                    | 30    |       |
| 15. November | Miroslav Kokotović                  | jugoslawischer Fußballspieler und -trainer                                                                      | 75    |       |
| 15. November | Ernst Koref                         | österreichischer Politiker (SDAP) und Bürgermeister von Linz, Abgeordneter zum Nationalrat, Mitglied des Bun... | 97    |       |
| 15. November | Hieronymos Kotsonis                 | griechisch-orthodoxer Erzbischof                                                                                | 83    |       |
| 15. November | Konstantin Adolfowitsch Semendjajew | sowjetischer Mathematiker                                                                                       | 79    |       |
| 15. November | Yacouba Sido                        | nigrischer Politiker                                                                                            | 78    |       |
| 15. November | Mona Washbourne                     | britische Schauspielerin                                                                                        | 84    |       |
| 16. November | Ruth Baldor                         | deutsche Schauspielerin und Synchronsprecherin                                                                  | 89    |       |
| 16. November | Wera Engels                         | deutsche Schauspielerin                                                                                         | 84    |       |
| 16. November | Heinz Grießmann                     | deutscher Chirurg und Urologe                                                                                   | 79    |       |
| 16. November | Willi Heitkamp                      | deutscher Politiker, MdL                                                                                        | 85    |       |
| 16. November | Jennie Lee                          | britische Politikerin (Labour Party), Mitglied des House of Commons                                             | 84    |       |
| 16. November | Severin Fritz Pütz                  | deutscher Gewerkschafter und Politiker, MdB                                                                     | 79    |       |
| 16. November | Frederick Ungar                     | austroamerikanischer Verleger                                                                                   | 90    |       |
| 17. November | Josef Brandauer                     | österreichischer Politiker (SPÖ), Abgeordneter zum Salzburger Landtag und Landtagspräsident                     | 67    |       |
| 17. November | Paul Brenner                        | deutscher Jurist und Politiker (CDU), MdL Rheinland-Pfalz                                                       | 83    |       |
| 17. November | Jean-Claude Depince                 | französischer Automobilrennfahrer                                                                               | 41    |       |
| 17. November | Georg Lewenton                      | deutscher Bauingenieur, Lehrstuhlinhaber und Kulturpolitiker                                                    | 86    |       |
| 17. November | Manuel Marengo                      | argentinischer Geistlicher                                                                                      | 82    |       |
| 17. November | Kurt Siegmund                       | deutscher Politiker (SED), stellvertretender Minister und Staatssekretär                                        | 77    |       |
| 17. November | Magdaléna Štrompachová              | ungarisch-slowakische Malerin, Restauratorin für Gemälde und Skulpturen und Pädagogin                           | 69    |       |
| 18. November | Erwin Heinz Ackerknecht             | deutsch-US-amerikanischer Arzt, Führer der deutschen Trotzkisten und Medizinhistoriker                          | 82    |       |
| 18. November | Rudolf Rabl                         | deutscher Mediziner und Hochschullehrer                                                                         | 87    |       |
| 18. November | Lotte Stam-Beese                    | deutsche Architektin und Stadtplanerin                                                                          | 85    |       |
| 18. November | Karl Weiser                         | österreichischer Maler                                                                                          | 77    |       |
| 19. November | Mirza Hameedullah Beg               | indischer Jurist                                                                                                | 75    |       |
| 19. November | Werner-Joachim Eicke                | deutscher Psychiater und Neurologe                                                                              | 77    |       |
| 19. November | Adolf Heuser                        | deutscher Boxer                                                                                                 | 81    |       |
| 19. November | Katori Masahiko                     | japanischer Kunsthandwerker                                                                                     | 89    |       |
| 19. November | Christina Onassis                   | griechische Reederstochter                                                                                      | 37    |       |
| 19. November | Werner Rambauske                    | deutsch-amerikanischer Physiker und Erfinder                                                                    | 77    |       |
| 19. November | Peter Stockmeier                    | deutscher katholischer Theologe und Kirchenhistoriker                                                           | 62    |       |
| 20. November | Mogens Balle                        | dänischer Maler und Mitglied der Künstlervereinigung CoBrA                                                      | 67    |       |
| 20. November | Tyler Kent                          | US-amerikanischer Botschaftsangehöriger                                                                         | 77    |       |
| 20. November | Brigitte Lebaan                     | deutsche Schauspielerin und Diseuse                                                                             | 62    |       |
| 21. November | Howard C. Belton                    | US-amerikanischer Farmer und Politiker (Republikanische Partei)                                                 | 95    |       |
| 21. November | Tom Fraser                          | britischer Politiker und Manager, Abgeordneter des House of Commons                                             | 77    |       |
| 21. November | Christian Höfer                     | deutscher Kommunalpolitiker                                                                                     | 66    |       |
| 21. November | Fritz Moser                         | deutscher Bibliothekar                                                                                          | 80    |       |
| 21. November | Josef Palham                        | österreichischer Politiker (NSDAP)                                                                              | 82    |       |
| 21. November | Sinaida Rosenthal                   | deutsche Biochemikerin und Molekularbiologin                                                                    | 56    |       |
| 21. November | Helene Stucki                       | Schweizer Pädagogin und Frauenrechtlerin                                                                        | 99    |       |
| 22. November | Luis Barragán Morfín                | mexikanischer Architekt                                                                                         | 86    |       |
| 22. November | Cathy Carr                          | US-amerikanische Popsängerin                                                                                    | 52    |       |
| 22. November | Raymond Dart                        | australischer Anatom, Paläoanthropologe, Erzieher, Redakteur und Autor                                          | 95    |       |
| 22. November | Janet Ertel                         | US-amerikanische Sängerin                                                                                       | 75    |       |
| 22. November | Erich Fried                         | österreichischer Lyriker, Übersetzer und Essayist                                                               | 67    |       |
| 22. November | Egbertus Havinga                    | niederländischer Chemiker                                                                                       | 79    |       |
| 22. November | Hans Kruyt                          | niederländischer Ruderer                                                                                        | 81    |       |
| 22. November | Erwin Oehl                          | deutscher Maler                                                                                                 | 81    |       |
| 22. November | John Ralph Ragazzini                | US-amerikanischer Elektronikingenieur                                                                           |       |       |
| 22. November | Paul Vario                          | US-amerikanischer Mobster                                                                                       | 74    |       |
| 22. November | Carl Friedrich Wendt                | deutscher Psychiater und Hochschullehrer, Beteiligter der NS-Euthanasieforschung                                | 76    |       |
| 23. November | Ğamāl Abd al-Rahīm                  | ägyptischer Komponist und Musikpädagoge                                                                         | 63    |       |
| 23. November | Wieland Herzfelde                   | deutscher Publizist, Autor und Verleger                                                                         | 92    |       |
| 23. November | Joseph Schleimer                    | kanadischer Ringer                                                                                              | 79    |       |
| 23. November | Adriano Spatola                     | jugoslawisch-italienischer Lautdichter und Dichter der Konkreten Poesie                                         | 47    |       |
| 23. November | Wolfgang Tillich                    | deutscher Fußballtorhüter                                                                                       | 48    |       |
| 24. November | John William Corrington             | US-amerikanischer Drehbuchautor                                                                                 | 56    |       |
| 24. November | Joachim Fernau                      | deutscher Journalist, Kriegsberichterstatter der Waffen-SS, Bestseller-Autor, Maler und Kunstsammler            | 79    |       |
| 24. November | Benigno Ferrera                     | italienischer Skilangläufer                                                                                     | 95    |       |
| 24. November | Sebastian Krückl                    | deutscher Radrennfahrer                                                                                         | 83    |       |
| 24. November | Bernard Leene                       | niederländischer Bahnradsportler und Olympiasieger                                                              | 86    |       |
| 24. November | Poul Hugo Lundsteen                 | dänischer Jurist, Beamter und Landshøvding von Grönland                                                         | 78    |       |
| 24. November | Lukáš Mihalák                       | tschechoslowakischer Skilangläufer                                                                              | 80    |       |
| 24. November | Andreas Ostler                      | deutscher Bobfahrer                                                                                             | 67    |       |
| 24. November | Gerhard Ritter                      | deutscher Chemiker                                                                                              | 85    |       |
| 24. November | Irmgard Seefried                    | deutsch-österreichische Opern- und Liedsängerin (Sopran)                                                        | 69    |       |
| 24. November | Wolfram Steinbeck                   | deutscher Philosoph                                                                                             | 83    |       |
| 24. November | Rudolf Zender                       | Schweizer Maler, Grafiker und Zeichner                                                                          | 87    |       |
| 25. November | Alphaeus Philemon Cole              | US-amerikanischer Künstler, Graveur, Illustrator und Radierer                                                   | 112   |       |
| 25. November | Alfred Hesse                        | deutscher Maler                                                                                                 | 84    |       |
| 25. November | Jack Leslie                         | englischer Fußballspieler                                                                                       | 87    |       |
| 25. November | Helmut Looß                         | deutscher SS-Obersturmbannführer und Kriegsverbrecher                                                           | 78    |       |
| 25. November | Hans Mahl                           | deutscher Physiker und Spezialist für Elektronenmikroskopie                                                     | 79    |       |
| 25. November | Dmitri Jewgenjewitsch Menschow      | russischer Mathematiker                                                                                         | 96    |       |
| 25. November | Mohammed bin Abdulaziz Al Saud      | saudischer Kronprinz und Gouverneur                                                                             | 78    |       |
| 25. November | Antoni Wakulicz                     | polnischer Mathematiker                                                                                         | 86    |       |
| 25. November | Bernhard Winkelheide                | deutscher Politiker, MdB, Mitglied des Wirtschaftsrates der Bizone                                              | 80    |       |
| 26. November | Hans Baron                          | deutscher Historiker und Renaissance-Forscher                                                                   | 88    |       |
| 26. November | Albert Barthélémy                   | französischer Radrennfahrer                                                                                     | 82    |       |
| 26. November | Otto Ehrich                         | deutscher Kunstmaler und Aquarellist und ein Schüler des Brücke-Malers Karl Schmidt-Rottluff                    | 91    |       |
| 26. November | Antonio Estévez                     | venezolanischer Komponist                                                                                       | 72    |       |
| 26. November | Peder Rasch                         | dänischer Kanute                                                                                                | 54    |       |
| 26. November | Geert Vandewalle                    | belgischer Radrennfahrer                                                                                        | 23    |       |
| 27. November | Angela Aames                        | US-amerikanische Schauspielerin                                                                                 | 32    |       |
| 27. November | John Carradine                      | US-amerikanischer Schauspieler                                                                                  | 82    |       |
| 27. November | Johannes Hendrikus Donner           | niederländischer Schachgroßmeister                                                                              | 61    |       |
| 27. November | Wilhelm Gaida                       | deutscher Parteifunktionär (KPTsch, SED), Partisan und Leiter der Bezirksverwaltung Erfurt des MfS              | 86    |       |
| 27. November | Karel Horký                         | tschechischer Komponist, Fagottist und Hochschullehrer                                                          | 79    |       |
| 27. November | Hanns von Rohr                      | deutscher Generalmajor                                                                                          | 93    |       |
| 27. November | Hermann Schwerdtfeger               | deutscher Verleger und Journalist                                                                               | 85    |       |
| 27. November | Takieddine Solh                     | libanesischer Politiker, Ministerpräsident des Libanon                                                          |       |       |
| 27. November | Wilhelm Vischer                     | Schweizer Pastor und Theologe                                                                                   | 93    |       |
| 27. November | Franciszek Wachowicz                | polnischer Politiker, Mitglied des Sejm                                                                         | 72    |       |
| 28. November | Robert E. Cook                      | US-amerikanischer Politiker                                                                                     | 68    |       |
| 28. November | Johanna Dorn-Fladerer               | österreichische Malerin                                                                                         | 74    |       |
| 28. November | Heide-Linde Mehlitz                 | deutsche Gesellschaftswissenschaftlerin, FDJ- und DFD-Funktionärin                                              | 47    |       |
| 28. November | Rudolf Weeber                       | deutscher Jurist                                                                                                | 82    |       |
| 29. November | Akita Daisuke                       | japanischer Politiker (JDP, LDP)                                                                                | 82    |       |
| 29. November | Edward Smith Deevey                 | US-amerikanischer Süßwasser-Ökologe, Palynologe und Paläo-Limnologe                                             | 73    |       |
| 29. November | Hans Hulverscheidt                  | deutscher Kirchenmusiker, Organologe und Hochschullehrer                                                        | 79    |       |
| 29. November | Donald E. Keyhoe                    | US-amerikanischer Flugpionier und UFO-Forscher                                                                  | 91    |       |
| 29. November | Fritz Kutscher                      | deutscher Geologe und Paläontologe                                                                              | 81    |       |
| 29. November | Jewsei Jewsejewitsch Moissejenko    | sowjetischer Künstler, Grafiker und Pädagoge                                                                    | 72    |       |
| 29. November | Cäsar Pinnau                        | deutscher Architekt                                                                                             | 82    |       |
| 29. November | Hans Scholz                         | deutscher Schriftsteller, Journalist und Maler                                                                  | 77    |       |
| 29. November | Felizia Seyd                        | deutschamerikanische Schriftstellerin                                                                           | 95    |       |
| 29. November | Mabel Strickland                    | maltesische Politikerin und Journalistin                                                                        | 89    |       |
| 29. November | Lorenz Unfried                      | deutscher Ordensgeistlicher, Bischof von Tarma                                                                  | 69    |       |
| 30. November | Aleksandar Deroko                   | jugoslawischer Kunstwissenschaftler, Architekt, Illustrator und Autor                                           | 94    |       |
| 30. November | Rudolf Dischinger                   | deutscher Maler                                                                                                 | 84    |       |
| 30. November | Pannonica de Koenigswarter          | britische Jazzmäzenin                                                                                           | 74    |       |
| 30. November | Erwin Lindner                       | deutscher Entomologe                                                                                            | 100   |       |
| 30. November | Margaret Mee                        | britische Illustratorin                                                                                         | 79    |       |
| 30. November | Charlie Rouse                       | US-amerikanischer Tenorsaxophonist                                                                              | 64    |       |
| 30. November | Abdul Basit Abd us-Samad            | ägyptischer Koranrezitator                                                                                      |       |       |
| 30. November | Willi Sinnecker                     | deutscher Politiker (GVP, SPD), MdL                                                                             | 64    |       |
| 30. November | Johannes Steel                      | deutscher Journalist                                                                                            | 80    |       |
| November     | Walter W. Bankhead                  | US-amerikanischer Rechtsanwalt und Politiker                                                                    | 91    |       |
| November     | David Schneuer                      | polnischer Bühnenbildner und Plakatmaler                                                                        |       |       |
| November     | Ulfert Schröder                     | deutscher Sportjournalist                                                                                       | 55    |       |

## Dezember
| Tag          | Name                                  | Beruf, bekannt als                                                                                          | Alter | Beleg |
| ------------ | ------------------------------------- | --- | ----- | ----- |
| 1. Dezember  | Carlotta Dale                         | US-amerikanische Swing-Sängerin                                                                             | 73    |       |
| 1. Dezember  | Willy Funda                           | deutscher Radrennfahrer                                                                                     | 82    |       |
| 1. Dezember  | Martin Hinds                          | britischer Historiker und Islamwissenschaftler                                                              | 47    |       |
| 1. Dezember  | Włodzimierz Mazur                     | polnischer Fußballspieler                                                                                   | 34    |       |
| 1. Dezember  | John Vernon McGee                     | US-amerikanischer evangelikaler Geistlicher                                                                 | 84    |       |
| 1. Dezember  | Bertha Middelhauve                    | deutsche Politikerin (FDP), Stadträtin und Fraktionsvorsitzende                                             | 95    |       |
| 1. Dezember  | Roberto Niederer                      | Schweizer Unternehmer, Glasbläser und Künstler                                                              | 60    |       |
| 1. Dezember  | Hanns Reinartz                        | deutscher Dirigent, erster Präsident der Bayerischen Musikhochschule Würzburg                               | 77    |       |
| 1. Dezember  | Josef Seidl-Seitz                     | deutscher Maler                                                                                             | 80    |       |
| 2. Dezember  | Hans Jürgen von Arnswaldt             | deutscher Forstwirt                                                                                         | 91    |       |
| 2. Dezember  | Karl-Heinz Bürger                     | deutscher SS- und Polizeiführer                                                                             | 84    |       |
| 2. Dezember  | Paul Lindemark Jørgensen              | dänischer Segler                                                                                            | 72    |       |
| 2. Dezember  | Karl Rozum                            | österreichischer Politiker (ÖVP), Landtagsabgeordneter                                                      | 51    |       |
| 2. Dezember  | Lloyd Rees                            | australischer Landschaftsmaler und Zeichner                                                                 | 93    |       |
| 2. Dezember  | Marianne Vincent                      | österreichische Schauspielerin und Schriftstellerin                                                         | 87    |       |
| 2. Dezember  | Benedito Zorzi                        | brasilianischer Geistlicher, römisch-katholischer Bischof von Caxias do Sul                                 | 80    |       |
| 2. Dezember  | Klaus-Joachim Zülch                   | deutscher Neurowissenschaftler                                                                              | 78    |       |
| 3. Dezember  | Marie Böckel-Grosch                   | deutsche Rechtsanwältin und Kommunalpolitikerin                                                             | 88    |       |
| 3. Dezember  | Rudolf Schlick                        | deutscher Architekt und Baubeamter                                                                          | 85    |       |
| 3. Dezember  | Ludwig Schönecker                     | deutscher Jurist und Politiker (BP, CSU), MdL und Oberbürgermeister                                         | 83    |       |
| 3. Dezember  | Florence Senanayake                   | erste Parlamentsabgeordnete Ceylons (jetzt Sri Lanka)                                                       | 85    |       |
| 3. Dezember  | Erwin Sick                            | deutscher Erfinder und Unternehmer                                                                          | 79    |       |
| 3. Dezember  | Thawan Thamrongnawasawat              | thailändischer Politiker und Premierminister                                                                | 87    |       |
| 4. Dezember  | Osman Achmatowicz                     | polnischer Chemiker                                                                                         | 89    |       |
| 4. Dezember  | Gerd Arntz                            | deutscher Künstler und Grafiker                                                                             | 87    |       |
| 4. Dezember  | Hermann Friedl                        | österreichischer Mediziner und Schriftsteller                                                               | 68    |       |
| 4. Dezember  | Bernhard Henking                      | Schweizer Kirchenmusiker und Komponist                                                                      | 91    |       |
| 4. Dezember  | Fernand Mourlot                       | französischer Drucker und Verleger                                                                          | 93    |       |
| 4. Dezember  | Alfred Neumann                        | österreichischer Provinzialrömischer Archäologe                                                             | 83    |       |
| 4. Dezember  | Göran von Otter                       | schwedischer Diplomat                                                                                       | 81    |       |
| 4. Dezember  | Alberto Uria                          | uruguayischer Automobilrennfahrer                                                                           | 64    |       |
| 4. Dezember  | Joseph Zimmermann                     | Schweizer Priester, Bischof von Morombe                                                                     | 64    |       |
| 5. Dezember  | Ulrich Finsterwalder                  | deutscher Bauingenieur (Stahlbeton-Schalenbau und Spannbeton)                                               | 90    |       |
| 5. Dezember  | Einar Forseth                         | schwedischer Künstler                                                                                       | 96    |       |
| 5. Dezember  | Valter Klauson                        | estnischer kommunistischer Politiker                                                                        | 74    |       |
| 5. Dezember  | Gregor Kruk                           | ukrainischer Bildhauer                                                                                      | 77    |       |
| 5. Dezember  | August Lenz                           | deutscher Fußballspieler                                                                                    | 78    |       |
| 5. Dezember  | Erik Lundin                           | schwedischer Schachspieler                                                                                  | 84    |       |
| 5. Dezember  | Arye Maimon                           | israelischer Historiker                                                                                     | 85    |       |
| 5. Dezember  | Hans Mischler                         | Schweizer Politiker (SP)                                                                                    | 77    |       |
| 5. Dezember  | Hans Müller                           | Schweizer Agrarpolitiker und Agrarwissenschaftler                                                           | 97    |       |
| 5. Dezember  | William Everett Potter                | US-amerikanischer Armeeoffizier und Gouverneur der Panamakanalzone                                          | 83    |       |
| 5. Dezember  | Aurélien Sauvageot                    | französischer Finnougrist, Romanist und Sprachwissenschaftler                                               | 91    |       |
| 5. Dezember  | Dmitri Antonowitsch Prokoschkin       | russischer Physikochemiker, Materialwissenschaftler und Hochschullehrer                                     | 85    |       |
| 5. Dezember  | Siegfried Schmitt                     | deutscher Leichtathlet                                                                                      | 73    |       |
| 5. Dezember  | Albert Steinmetz                      | deutscher Leichtathlet                                                                                      | 78    |       |
| 6. Dezember  | Lambertus Johannes Bot                | niederländischer Politiker                                                                                  | 91    |       |
| 6. Dezember  | Thornton F. Bradshaw                  | US-amerikanischer Ökonom und Manager                                                                        | 71    |       |
| 6. Dezember  | Adolf Guder                           | deutscher Verwaltungsjurist                                                                                 | 58    |       |
| 6. Dezember  | Bill Harris                           | US-amerikanischer RBB- und Jazzmusiker                                                                      | 63    |       |
| 6. Dezember  | Wolfgang Meckelein                    | deutscher Geograph und Politiker                                                                            | 69    |       |
| 6. Dezember  | Timothy Patrick Murphy                | US-amerikanischer Schauspieler                                                                              | 29    |       |
| 6. Dezember  | Roy Orbison                           | US-amerikanischer Country- und Rock-Sänger                                                                  | 52    |       |
| 6. Dezember  | Charles Saxon                         | US-amerikanischer Cartoonist und Illustrator                                                                | 68    |       |
| 6. Dezember  | Walter Campbell Smith                 | britischer Mineraloge und Petrologe                                                                         | 101   |       |
| 6. Dezember  | Willi Taschenmacher                   | deutscher Bodenkundler                                                                                      | 85    |       |
| 7. Dezember  | Christopher Connelly                  | US-amerikanischer Schauspieler                                                                              | 47    |       |
| 7. Dezember  | Dorothy Jordan                        | US-amerikanische Schauspielerin                                                                             | 82    |       |
| 7. Dezember  | Wilhelm Kweksilber                    | staatenloser, später niederländischer Publizist und Politiker                                               | 76    |       |
| 7. Dezember  | Walter Labs                           | deutscher Verwaltungsjurist                                                                                 | 78    |       |
| 7. Dezember  | Rosa Louis                            | Schweizer Arbeiterinnensekretärin                                                                           | 87    |       |
| 7. Dezember  | René-Georges Pailloux                 | französischer Ordensgeistlicher, römisch-katholischer Bischof von Mansa                                     | 85    |       |
| 7. Dezember  | Wilhelm Solisch                       | deutscher Politiker (SED)                                                                                   | 78    |       |
| 7. Dezember  | Ted Voigtlander                       | US-amerikanischer Kameramann bei Film und Fernsehen                                                         | 75    |       |
| 8. Dezember  | Andrei Petrowitsch Jerschow           | sowjetischer Informatiker                                                                                   | 57    |       |
| 8. Dezember  | Wilhelm Kersten-Thiele                | deutscher Theologe                                                                                          | 75    |       |
| 8. Dezember  | Arkadi Alexandrowitsch Kosmodemjanski | russischer Physiker, Wissenschaftshistoriker und Hochschullehrer                                            | 79    |       |
| 8. Dezember  | John Joe McGirl                       | irischer Politiker                                                                                          | 67    |       |
| 8. Dezember  | Gene Quill                            | US-amerikanischer Jazz-Altsaxophonist und Klarinettist                                                      | 60    |       |
| 8. Dezember  | Hellmuth Reymann                      | deutscher Offizier, zuletzt Generalleutnant im 2. Weltkrieg                                                 | 96    |       |
| 8. Dezember  | Anne Seymour                          | US-amerikanische Schauspielerin                                                                             | 79    |       |
| 8. Dezember  | Thore Swanerud                        | schwedischer Jazzmusiker                                                                                    | 69    |       |
| 8. Dezember  | Ulanhu                                | mongolischer Politiker der Volksrepublik China                                                              |       |       |
| 9. Dezember  | Maria de Matteis                      | italienische Kostümbildnerin                                                                                | 90    |       |
| 9. Dezember  | Helene Sommer                         | deutsche Politikerin (CDU), MdBB                                                                            | 95    |       |
| 9. Dezember  | Gerhard Baustian                      | deutscher Generalmajor der Nationalen Volksarmee                                                            | 61    |       |
| 9. Dezember  | Jean Degottex                         | französischer Maler                                                                                         | 70    |       |
| 9. Dezember  | Franziska Krämer                      | österreichische Politikerin (SPÖ), Landtagsabgeordnete, Mitglied des Bundesrates                            | 89    |       |
| 9. Dezember  | Gerhart Münch                         | deutscher Pianist und Komponist                                                                             | 81    |       |
| 9. Dezember  | Henri Peyre                           | US-amerikanisch-französischer Romanist und Literaturwissenschaftler                                         | 87    |       |
| 9. Dezember  | Lilly zu Rantzau                      | deutsche Schriftstellerin                                                                                   | 93    |       |
| 10. Dezember | Richard S. Castellano                 | italienisch-US-amerikanischer Schauspieler                                                                  | 55    |       |
| 10. Dezember | Erich Jung                            | deutscher Politiker (SPD), MdA                                                                              | 80    |       |
| 10. Dezember | Elizabeth Rawson                      | britische Altertumswissenschaftlerin und Professorin in Oxford                                              | 54    |       |
| 10. Dezember | Dorothy de Rothschild                 | englische Philanthropin und Zionistin                                                                       | 93    |       |
| 10. Dezember | Roman Schramseis                      | österreichischer Fußballspieler                                                                             | 82    |       |
| 10. Dezember | Karl Sveistrup                        | deutscher Fußballspieler                                                                                    | 81    |       |
| 10. Dezember | John Baker White                      | britischer politischer Aktivist                                                                             | 86    |       |
| 10. Dezember | Alexander Nikolajewitsch Winogradow   | sowjetischer Fußball- und Eishockeyspieler, Weltmeister                                                     | 70    |       |
| 10. Dezember | Herbert Zassenhaus                    | deutsch-US-amerikanischer Finanzwissenschaftler                                                             | 78    |       |
| 11. Dezember | Joseph Basmadjan                      | syrischer Geistlicher, Erzbischof von Aleppo                                                                | 68    |       |
| 11. Dezember | Roberto Beracochea                    | argentinischer Schriftsteller                                                                               | 79    |       |
| 11. Dezember | Gustav Lochs                          | österreichischer Mathematiker                                                                               | 81    |       |
| 11. Dezember | Elisabeth Nägeli                      | Schweizer Autorin                                                                                           | 91    |       |
| 11. Dezember | Ben Orkow                             | US-amerikanischer Drehbuch- und Science-Fiction-Autor                                                       | 92    |       |
| 11. Dezember | Wilhelm Petersén                      | schwedischer Bandy-, Eishockey- und Fußballspieler                                                          | 82    |       |
| 11. Dezember | Guy Simon                             | französischer Fußballspieler und -trainer                                                                   | 55    |       |
| 11. Dezember | Nagendra Singh                        | indischer Jurist, Präsident des Internationalen Gerichtshofs (1985–1988)                                    | 74    |       |
| 12. Dezember | Erica Lillegg                         | österreichische Schriftstellerin                                                                            | 81    |       |
| 12. Dezember | June Tarpé Mills                      | US-amerikanische Comicautorin                                                                               | 70    |       |
| 12. Dezember | Anthony Provenzano                    | US-amerikanischer Mafioso und Gewerkschaftsfunktionär                                                       | 71    |       |
| 12. Dezember | Rudolf Schündler                      | deutscher Schauspieler und Regisseur                                                                        | 82    |       |
| 12. Dezember | Betty Snowball                        | englische Cricketspielerin                                                                                  | 80    |       |
| 12. Dezember | Karl Friedrich Stroheker              | deutscher Althistoriker                                                                                     | 74    |       |
| 13. Dezember | Hans Fischer                          | brasilianischer Radrennfahrer                                                                               | 27    |       |
| 13. Dezember | Wally Henschel                        | deutsch-US-amerikanische Schachspielerin                                                                    | 95    |       |
| 13. Dezember | Otto Hess                             | Schweizer Politiker (FDP, BGB)                                                                              | 91    |       |
| 13. Dezember | André Jaunet                          | französisch-schweizerischer Flötist und Instrumentalpädagoge                                                | 77    |       |
| 13. Dezember | María Teresa León Goyri               | spanische Schriftstellerin, Verlegerin, Theaterdirektorin und Mitglied der Autorengruppe Generación del 27  | 85    |       |
| 13. Dezember | Bill Nichols                          | US-amerikanischer Politiker                                                                                 | 70    |       |
| 13. Dezember | Maud von Rosen-Engberg                | schwedische Bildhauerin und Autorin                                                                         | 86    |       |
| 13. Dezember | Robert Urquhart                       | britischer Offizier                                                                                         | 87    |       |
| 13. Dezember | August Wimmer                         | deutscher Jurist                                                                                            | 89    |       |
| 14. Dezember | János Boldóczki                       | ungarischer kommunistischer Politiker                                                                       | 76    |       |
| 14. Dezember | Friedrich Bolger                      | Übersetzer, Publizist und russlanddeutscher Schriftsteller                                                  | 73    |       |
| 14. Dezember | Charles Edson                         | US-amerikanischer Althistoriker                                                                             | 82    |       |
| 14. Dezember | Otto Hongler                          | Schweizer Wirtschaftswissenschaftler und Hochschullehrer                                                    | 81    |       |
| 14. Dezember | Julius Klaus                          | deutscher Kommunalpolitiker, Oberbürgermeister von Schwäbisch Gmünd                                         | 78    |       |
| 14. Dezember | Lisa Kretschmar                       | deutsche Tänzerin und Choreografin                                                                          | 69    |       |
| 14. Dezember | Hermann Pfrogner                      | österreichischer Musikschriftsteller                                                                        | 77    |       |
| 14. Dezember | Ernst-August Rabe                     | deutscher Dachdecker und Politiker (LDPD), MdV                                                              | 71    |       |
| 14. Dezember | Evald Schorm                          | tschechoslowakischer Filmregisseur                                                                          | 56    |       |
| 14. Dezember | Jean Schramme                         | belgischer Söldner                                                                                          | 59    |       |
| 14. Dezember | Stuart Symington                      | US-amerikanischer Politiker                                                                                 | 87    |       |
| 14. Dezember | Kurt Wagenseil                        | deutscher Übersetzer                                                                                        | 84    |       |
| 15. Dezember | Leonid Andrussow                      | deutscher Chemieingenieur                                                                                   | 92    |       |
| 15. Dezember | Tito Livio Ferreira                   | brasilianischer Journalist, Schriftsteller und Historiker                                                   | 94    |       |
| 15. Dezember | Clifford Harrison                     | US-amerikanischer Eishockeyspieler                                                                          | 61    |       |
| 15. Dezember | Herbert Krille                        | deutscher Jurist und Verwaltungsbeamter                                                                     | 85    |       |
| 15. Dezember | Dieter Kümmell                        | deutscher Verwaltungsjurist, Landrat in Danzig-Westpr., Ministerialbeamter in Bonn                          | 77    |       |
| 15. Dezember | Aksel Madsen                          | dänischer Marathonläufer                                                                                    | 89    |       |
| 15. Dezember | Richard Weyl                          | deutscher Geologe                                                                                           | 76    |       |
| 15. Dezember | Yamaguchi Seison                      | japanischer Haiku-Dichter und Bergbauwissenschaftler                                                        | 96    |       |
| 16. Dezember | Max Baur                              | deutscher Fotograf der „Neuen Sachlichkeit“                                                                 | 90    |       |
| 16. Dezember | Sylvester James                       | US-amerikanischer Musiker                                                                                   | 41    |       |
| 16. Dezember | Koiso Ryōhei                          | japanischer Maler                                                                                           | 85    |       |
| 16. Dezember | Jan Obłąk                             | polnischer katholischer Geistlicher, Bischof von Ermland                                                    | 75    |       |
| 16. Dezember | Babe Pratt                            | kanadischer Eishockeyspieler                                                                                | 72    |       |
| 16. Dezember | Poul Thomsen                          | dänischer Schauspieler                                                                                      | 66    |       |
| 17. Dezember | Lies Aengenendt                       | niederländische Sprinterin                                                                                  | 81    |       |
| 17. Dezember | Ata Berk                              | deutscher Jazzmusiker                                                                                       | 65    |       |
| 17. Dezember | Seff Gessinger                        | deutscher Dichter und Komponist                                                                             | 73    |       |
| 17. Dezember | Jerry Hopper                          | US-amerikanischer Regisseur                                                                                 | 81    |       |
| 17. Dezember | Ursula Krone-Appuhn                   | deutsche Politikerin (CSU), MdB                                                                             | 52    |       |
| 17. Dezember | Paul Löwinger                         | österreichischer Volksschauspieler                                                                          | 84    |       |
| 17. Dezember | Thomas McGettrick                     | irischer Ordensgeistlicher, römisch-katholischer Bischof von Abakaliki                                      | 82    |       |
| 17. Dezember | Heinz Schwabe                         | deutscher Zeichner und Grafiker                                                                             | 78    |       |
| 17. Dezember | Dietrich Voigtberger                  | deutscher Ökonom und Politiker                                                                              | 47    |       |
| 18. Dezember | Ottó Boros                            | ungarischer Wasserballer                                                                                    | 59    |       |
| 18. Dezember | Milt Gantenbein                       | US-amerikanischer American-Football-Spieler                                                                 | 79    |       |
| 18. Dezember | Gerda Meissner                        | deutsche Hörspielsprecherin und Schauspielerin                                                              | 78    |       |
| 18. Dezember | Fritz Schaumburg                      | deutscher Leichtathlet                                                                                      | 82    |       |
| 18. Dezember | Paul Sievert                          | deutscher Leichtathlet und Olympiateilnehmer                                                                | 93    |       |
| 18. Dezember | Heino Weiprecht                       | deutscher Politiker (SED)                                                                                   | 75    |       |
| 19. Dezember | Oskar Gabel                           | deutscher Staatsbeamter und Wirtschaftsfunktionär                                                           | 87    |       |
| 19. Dezember | Hildegard Gethmann                    | deutsche Juristin und Frauenrechtlerin                                                                      | 85    |       |
| 19. Dezember | Kurt Grigoleit                        | deutscher Kameramann                                                                                        | 64    |       |
| 19. Dezember | Alain Romans                          | französischer Jazzmusiker und Komponist                                                                     | 83    |       |
| 20. Dezember | Franz Barsig                          | deutscher Journalist und Rundfunkintendant                                                                  | 64    |       |
| 20. Dezember | Josef Heinen                          | deutscher Sprinter                                                                                          | 59    |       |
| 20. Dezember | Josef Hrubý                           | tschechoslowakischer Architekt und Grafiker                                                                 | 82    |       |
| 20. Dezember | Ernst Lammel                          | deutscher Mathematiker und Hochschullehrer                                                                  | 80    |       |
| 20. Dezember | György Marik                          | ungarischer Fußballspieler und -trainer                                                                     | 64    |       |
| 20. Dezember | Louis Motké                           | niederländischer Radrennfahrer                                                                              | 70    |       |
| 20. Dezember | Michael Podulke                       | US-amerikanischer Maler und Graphiker                                                                       | 66    |       |
| 20. Dezember | Endel Ruubel                          | estnischer Radrennfahrer                                                                                    | 72    |       |
| 20. Dezember | Anni Schaad                           | deutsche Gründerin der Modeschmuckwerkstatt Langani                                                         | 77    |       |
| 20. Dezember | Hans Schihan                          | österreichischer Architekt und Lokalpolitiker                                                               | 101   |       |
| 20. Dezember | Elizabeth Scott                       | US-amerikanische Statistikerin und Astronomin                                                               | 71    |       |
| 21. Dezember | Gottfried Amann                       | deutscher Forstwissenschaftler und Sachbuchautor                                                            | 87    |       |
| 21. Dezember | Avril Coleridge-Taylor                | britische Pianistin, Dirigentin und Komponistin                                                             | 85    |       |
| 21. Dezember | Theodora Llewelyn Davies              | britische Rechtsanwältin und Aktivistin                                                                     | 90    |       |
| 21. Dezember | Ursula Deinert                        | deutsche Tänzerin und Schauspielerin                                                                        | 78    |       |
| 21. Dezember | Ernst Fietz                           | österreichischer Bauingenieur, Heimatforscher, Autor und Hochschullehrer                                    | 98    |       |
| 21. Dezember | Jakob Franzen                         | deutscher Politiker, MdB                                                                                    | 85    |       |
| 21. Dezember | Rosa Mas i Mallén                     | katalanische Violinistin und Komponistin                                                                    |       |       |
| 21. Dezember | Harald Pröglhöf                       | österreichischer Opernsänger (Bassbariton)                                                                  | 68    |       |
| 21. Dezember | Curt P. Richter                       | US-amerikanischer Psychologe und Verhaltensforscher                                                         | 94    |       |
| 21. Dezember | Carl Soule                            | US-amerikanischer Methodistenpastor                                                                         |       |       |
| 21. Dezember | Bob Steele                            | US-amerikanischer Schauspieler                                                                              | 81    |       |
| 21. Dezember | Nikolaas Tinbergen                    | niederländischer Verhaltensbiologe                                                                          | 81    |       |
| 22. Dezember | Franziska Boas                        | US-amerikanische Tanzlehrerin, Choreographin und Tanztherapeutin                                            | 86    |       |
| 22. Dezember | Erich Henschke                        | deutscher Widerstandskämpfer                                                                                | 81    |       |
| 22. Dezember | Margarete von Hindenburg              | deutsche Schwiegertochter des Reichspräsidenten Paul von Hindenburg und „erste Dame“ der deutschen Republik | 91    |       |
| 22. Dezember | Chico Mendes                          | brasilianischer Kautschukzapfer, Gründer der Kautschukzapfergewerkschaft und Umweltaktivist                 | 44    |       |
| 22. Dezember | Tucker Smith                          | US-amerikanischer Schauspieler und Tänzer                                                                   | 52    |       |
| 22. Dezember | Roman Stiglitz                        | österreichischer Althistoriker                                                                              | 66    |       |
| 23. Dezember | Consuelo Berges                       | spanische Übersetzerin, Journalistin, Schriftstellerin und Biografin                                        |       |       |
| 23. Dezember | Georges Daux                          | französischer Altphilologe, Klassischer Archäologe und Epigraphiker                                         | 89    |       |
| 23. Dezember | Elvin C. Drake                        | US-amerikanischer Leichtathletiktrainer und Physiotherapeut                                                 | 85    |       |
| 23. Dezember | Harald Eschenburg                     | deutscher Buchhändler, Antiquar und Autor                                                                   |       |       |
| 23. Dezember | Hermann Heimpel                       | deutscher Historiker                                                                                        | 87    |       |
| 23. Dezember | Herbert Janeczka                      | österreichischer Tontechniker                                                                               | 84    |       |
| 23. Dezember | Frida Kern                            | österreichische Komponistin und Dirigentin                                                                  | 97    |       |
| 23. Dezember | Hans Königs                           | deutscher Architekt und Denkmalpfleger                                                                      | 85    |       |
| 23. Dezember | Georg Kurlbaum                        | deutscher Politiker, MdB                                                                                    | 86    |       |
| 23. Dezember | Joseph Nuttin                         | belgischer Psychologe und Hochschullehrer                                                                   | 79    |       |
| 23. Dezember | Wolfgang Fritz Volbach                | deutscher Kunsthistoriker                                                                                   | 96    |       |
| 24. Dezember | Mary Cavendish, Duchess of Devonshire | britische Adlige und Hofdame der Königin Elisabeth II.                                                      | 93    |       |
| 24. Dezember | Eberhard Cold                         | deutscher Historiker, Orientalist und Religionswissenschaftler                                              | 67    |       |
| 24. Dezember | Carmen Kahn-Wallerstein               | deutsch-schweizerische Schriftstellerin und Biographin                                                      | 85    |       |
| 24. Dezember | Clemens Köttelwesch                   | deutscher Sprach- und Literaturwissenschaftler und wissenschaftlicher Bibliothekar                          | 73    |       |
| 24. Dezember | George W. Peters                      | US-amerikanischer evangelikaler Missionswissenschaftler                                                     |       |       |
| 24. Dezember | Evelyn Pinching                       | britische Skirennläuferin                                                                                   | 73    |       |
| 24. Dezember | Noel Willman                          | britischer Schauspieler und Theaterintendant                                                                | 70    |       |
| 25. Dezember | Jan Białostocki                       | polnischer Kunsthistoriker                                                                                  | 67    |       |
| 25. Dezember | Alessandro D’Ottavio                  | italienischer Boxer                                                                                         | 61    |       |
| 25. Dezember | Jewgeni Kirillowitsch Golubew         | russischer Komponist                                                                                        | 78    |       |
| 25. Dezember | William Francis Grimes                | walisischer Archäologe                                                                                      | 83    |       |
| 25. Dezember | Oskar Höfling                         | Naturwissenschaftler, Pädagoge und Buchautor                                                                | 82    |       |
| 25. Dezember | Julanne Johnston                      | US-amerikanische Schauspielerin                                                                             | 88    |       |
| 25. Dezember | Wilfried Krug                         | deutscher Heldentenor                                                                                       | 57    |       |
| 25. Dezember | Denis Matthews                        | britischer Pianist, Musikpädagoge und Musikwissenschaftler                                                  | 69    |       |
| 25. Dezember | John Ulric Nef                        | US-amerikanischer Wirtschaftshistoriker                                                                     | 89    |       |
| 25. Dezember | Ōoka Shōhei                           | japanischer Schriftsteller                                                                                  | 79    |       |
| 26. Dezember | Herluf Bidstrup                       | deutsch-dänischer Karikaturist                                                                              | 76    |       |
| 26. Dezember | Jonatan Briel                         | deutscher Regisseur, Drehbuchautor und Darsteller                                                           | 46    |       |
| 26. Dezember | Claude Georges                        | französischer Maler und Grafiker                                                                            | 59    |       |
| 26. Dezember | Oswald Gundelach                      | deutscher Polizist                                                                                          | 84    |       |
| 26. Dezember | Frank E. Hancock                      | US-amerikanischer Jurist und Politiker                                                                      | 65    |       |
| 26. Dezember | Ernst Klindwort                       | deutscher Schiffbauingenieur                                                                                | 88    |       |
| 26. Dezember | John Loder                            | britischer Schauspieler                                                                                     | 90    |       |
| 26. Dezember | Pablo Sorozábal                       | spanischer Komponist, Orchesterleiter und Pianist                                                           | 91    |       |
| 26. Dezember | Cynthia Stone                         | US-amerikanische Fernsehschauspielerin                                                                      | 62    |       |
| 26. Dezember | Bill Thompson                         | schottischer Fußballspieler und -trainer                                                                    | 67    |       |
| 27. Dezember | Hal Ashby                             | US-amerikanischer Filmregisseur                                                                             | 59    |       |
| 27. Dezember | Günter Hofé                           | deutscher Verlagsleiter und Schriftsteller                                                                  | 74    |       |
| 27. Dezember | Freda James                           | britische Tennisspielerin                                                                                   | 77    |       |
| 27. Dezember | Alexander Kaempfe                     | deutscher Übersetzer, Schriftsteller und Journalist                                                         | 58    |       |
| 27. Dezember | Fritz Kempe                           | deutscher Fotograf                                                                                          | 79    |       |
| 27. Dezember | Clément Moreau                        | deutscher Gebrauchsgrafiker und Künstler                                                                    | 85    |       |
| 27. Dezember | Ewald Praxl                           | deutscher Ingenieur und Konstrukteur                                                                        | 77    |       |
| 27. Dezember | Wilhelm Rettich                       | deutscher Komponist und Dirigent                                                                            | 96    |       |
| 27. Dezember | Christophe Senft                      | Schweizer evangelischer Geistlicher und Hochschullehrer                                                     | 74    |       |
| 27. Dezember | Ida Busbridge                         | britische Mathematikerin und Hochschullehrerin                                                              | 80    |       |
| 27. Dezember | Khin Kyi                              | birmanische Politikerin                                                                                     | 76    |       |
| 27. Dezember | Walter Spengler                       | Schweizer Unternehmer, Firmengründer und Kunstmäzen                                                         | 71    |       |
| 28. Dezember | Kurt Abraham                          | deutscher Jazzmusiker (Tenorsaxophon, Klarinette, Bandleader)                                               | 67    |       |
| 28. Dezember | Ingo Eichmann                         | deutscher Gestapobeamter und SS-Führer                                                                      | 87    |       |
| 28. Dezember | Paul Matteoli                         | französischer Radrennfahrer                                                                                 | 59    |       |
| 28. Dezember | Hans-Günther Pergande                 | deutscher Jurist und Ministerialbeamter                                                                     | 76    |       |
| 28. Dezember | Wilhelm Schneider                     | polnischer Stabhochspringer                                                                                 | 81    |       |
| 29. Dezember | Émile Aillaud                         | französischer Architekt                                                                                     | 86    |       |
| 29. Dezember | Mike Beuttler                         | britischer Formel-1-Rennfahrer                                                                              | 46    |       |
| 29. Dezember | Wilhelm Ehlers                        | deutscher Klassischer Philologe                                                                             | 80    |       |
| 29. Dezember | Max Fetzer                            | deutscher Verwaltungsjurist                                                                                 | 93    |       |
| 29. Dezember | Rita Rait-Kowaljowa                   | russische Schriftstellerin und Übersetzerin                                                                 | 90    |       |
| 30. Dezember | Margot Philips                        | neuseeländische Malerin und Kunstförderin                                                                   | 86    |       |
| 30. Dezember | William Trulock Beeks                 | US-amerikanischer Jurist                                                                                    | 82    |       |
| 30. Dezember | Pierre du Bourguet                    | französischer Ägyptologe und Kunsthistoriker                                                                | 78    |       |
| 30. Dezember | Juli Markowitsch Daniel               | russischer Schriftsteller und Übersetzer jüdischer Herkunft                                                 | 63    |       |
| 30. Dezember | Lyle H. Lanier                        | US-amerikanischer Psychologe und Hochschullehrer                                                            |       |       |
| 30. Dezember | Ernesto Lazzatti                      | argentinischer Fußballspieler                                                                               | 73    |       |
| 30. Dezember | Isamu Noguchi                         | japanisch-US-amerikanischer Bildhauer                                                                       | 84    |       |
| 30. Dezember | Nikolai Michailowitsch Sologubow      | sowjetischer Eishockeyspieler                                                                               | 64    |       |
| 31. Dezember | Oliver L. Austin                      | US-amerikanischer Ornithologe                                                                               | 85    |       |
| 31. Dezember | Annemarie Heuer-Stauß                 | deutsche Textilkünstlerin, Malerin und Grafikerin                                                           | 85    |       |
| 31. Dezember | Pepe Aguirre                          | chilenischer Tangosänger                                                                                    |       |       |
| 31. Dezember | Ulrich Albinus                        | deutscher Architekt und Kunsthistoriker                                                                     | 79    |       |
| 31. Dezember | Christopher Andrewes                  | britischer Virologe                                                                                         | 92    |       |
| 31. Dezember | Oda Buchenau                          | deutsche Pressendruckerin, Buchhändlerin und Schriftstellerin                                               | 88    |       |
| 31. Dezember | Namık Kemal Ersun                     | türkischer General                                                                                          |       |       |
| 31. Dezember | Arnold Hauser                         | rumänischer deutschsprachiger Schriftsteller                                                                | 59    |       |